# Katharinenrad

Katharinenrad mit der Heiligen im Wappen von Altena

Ein Katharinenrad oder Roue de Ste-Catherine ist ein achtspeichiges Kammrad, das statt der Zähne acht Messerklingen oder Haken hat. Es wird auch allgemein als Richtrad bezeichnet. Es ist benannt nach der heiligen Katharina von Alexandrien und geht darauf zurück, dass Katharina auf Befehl des römischen Kaisers Maxentius mit fünfzig der gelehrtesten heidnischen Philosophen über den Christenglauben disputiert haben soll, wobei sie alle widerlegt und zu Christen gemacht habe. Sie sollte daraufhin erst mit dem Rad gerichtet werden, zerstörte dieses angeblich durch ein Wunder und wurde dann enthauptet.
Das Katharinenrad ist in der Heraldik eine gemeine Figur und wird in Familien- oder Ortswappen häufiger verwendet.
Im frühgotischen Baustil nennt man auch radförmiges Fenster mit profilierten oder als Säulchen ausgebildeten Speichen Katharinenrad.
Außerdem ist „Das Katharinenrad“ der Titel eines 1959 erschienenen Romans von Jean Stafford.